# امرأة تقرأ
امرأة تقرأ Woman Reading هي لوحة للرسام الفرنسي هنري ماتيس رسمها عام 1894.
وهنري ماتيس هو واحد من رواد المدرسة التشكيلية بجانب بابلو بيكاسو. وتزعم حركة أطلق عليها اسم الحركة الوحشية
وهي موجودة حاليا في متحف الفن الحديث في باريس. وتصور اللوحة امرأة وهي تقرأ.